# جوردان بيلفي
جوردان بيلفي (بالإنجليزية: Jordan Belfi)‏ هو ممثل أمريكي، ولد في 30 نوفمبر 1978 بلوس أنجلوس في الولايات المتحدة.

## أعمال

### أفلام
- (2009) بدائل[4][5]

### مسلسلات
- بنات غيلمور
- ميامي
- كاسل
- هاواي فايف أو

## وصلات خارجية
- جوردان بيلفي على موقع IMDb (الإنجليزية)
- جوردان بيلفي على موقع ألو سيني (الفرنسية)
- جوردان بيلفي على موقع أول موفي (الإنجليزية)
- جوردان بيلفي على موقع قاعدة بيانات الفيلم (الإنجليزية)
- جوردان بيلفي على موقع كينوبويسك (الروسية)